# James Cotton (baloncestista)
James Wesley Cotton (Los Ángeles, California; 14 de diciembre de 1975) es un exjugador de baloncesto estadounidense que disputó dos temporadas en la NBA, además de jugar en la liga australiana, la liga polaca y la IBA. Con 1,96 metros de estatura, jugaba en la posición de escolta.

## Trayectoria deportiva

### Universidad
Jugó durante cuatro temporadas con los 49ers de la Universidad Estatal de California, Long Beach en las que promedió 18,2 puntos y 4,4 rebotes por partido. En su primera temporada fue elegido novato del año de la Big West, y en as dos últimas incluido en el mejor quinteto de la conferencia.

### Profesional
Fue elegido en la trigésimo tercera posición del Draft de la NBA de 1997 por Denver Nuggets, quienes lo traspasaron junto con una futura segunda ronda del draft a Seattle SuperSonics a cambio de Bobby Jackson. En los Sonics permaneció durante dos temporadas, en las que apenas jugó 19 partidos en total, en los que promedió 2,6 puntos.
En 1999 fue traspasado junto con Hersey Hawkins a Chicago Bulls a cambio de Brent Barry, pero no llegó a debutar con el equipo. Continuó su carrera jugando en ligas menores, para posteriormente jugar en Polonia y finalmente en la liga australiana, retirándose en 2001.

## Estadísticas de su carrera en la NBA

### Temporada regular
| Temporada | Edad | Equipo              | Liga | P  | TIT | MIN | TC  | TCA | %TC  | 3P  | 3PA | %3P  | TL  | TLA | %TL  | R.OF. | R.DEF. | REB | ASIS | ROB | TAP | PER | FP  | PTS |
| 1997-98   | 22   | Seattle SuperSonics | NBA  | 9  | 0   | 3.7 | 0.9 | 2.3 | .381 | 0.0 | 0.4 | .000 | 0.9 | 1.0 | .889 | 0.2   | 0.4    | 0.7 | 0.0  | 0.1 | 0.1 | 0.7 | 0.3 | 2.7 |
| 1998-99   | 23   | Seattle SuperSonics | NBA  | 10 | 0   | 5.9 | 0.6 | 1.8 | .333 | 0.0 | 0.3 | .000 | 1.3 | 1.8 | .722 | 0.2   | 0.8    | 1.0 | 0.0  | 0.3 | 0.0 | 0.3 | 0.6 | 2.5 |
| Total     |      |                     | NBA  | 19 | 0   | 4.8 | 0.7 | 2.1 | .359 | 0.0 | 0.4 | .000 | 1.1 | 1.4 | .778 | 0.2   | 0.6    | 0.8 | 0.0  | 0.2 | 0.1 | 0.5 | 0.5 | 2.6 |